# Długie Środkowe
Długie Środkowe (deutsch Mittel Langheinersdorf) ist ein Gut in Polen in der Woiwodschaft Lebus. Es liegt im Powiat (Kreis)  Żagański und gehört zur Gemeinde Szprotawa.

## Sehenswürdigkeiten
Das Gutshaus (Dwór) ist ein klassizistischer Rechteckbau. Das im 19. Jahrhundert erbaute Gut war bis 1945 im Besitz der Familie von Kottwitz. Es ist einstöckig, mit hohem Keller und Dachboden, mit einem Satteldach mit Giebeln. Dazu gehört ein kleiner Landschaftspark.

## Verweise